# Justina Aliaj
Justina Aliaj (ur. 21 kwietnia 1951 w Szkodrze) – albańska aktorka i piosenkarka.

## Życiorys
Po ukończeniu średniej szkoły artystycznej Jordan Misja odbyła studia aktorskie w Instytucie Sztuk w Tiranie, które ukończyła w roku 1972. Jeszcze w czasie studiów zadebiutowała na deskach teatru zawodowego występując w dramacie Nje shok i klases sone Kujtima Spahivogliego. W tym czasie śpiewała na koncertach pieśni ze Szkodry. Wystąpiła na XI Festiwalu Piosenki w grudniu 1972, a represje, które po nim nastąpiły spowodowały, że przez długi czas nie występowała na scenie. Powróciła na deski Teatru Migjeni w Szkodrze w początkach lat 90, w 1992 wyemigrowała z kraju i zamieszkała w Belgii.
Na dużym ekranie zadebiutowała w 1972 epizodyczną rolą w filmie Yjet e netëve të gjata. Zagrała w siedmiu filmach fabularnych.
Została uhonorowana przez prezydenta Albanii Bujara Nishaniego tytułem Wielkiego Mistrza (Mjeshter i Madh).

## Role filmowe
- 1972: Yjet e netëve të gjata
- 1975: Çifti i lumtur jako Halla w młodości
- 1987: Rrethi i kujtesës
- 1987: Binarët
- 1988: Hetimi vazhdon jako żona Dilavera
- 1989: Njerëz në rrymë jako żona Besima Golemiego
- 1992: Vdekja e burrit jako Mara